# Proschoenobius
Proschoenobius  là một chi bướm đêm thuộc họ Crambidae.

## Các loài
- Proschoenobius forsteri Munroe, 1974
- Proschoenobius subcervinellus (Walker, 1863)